# Dodurga, Bozüyük
Dodurga là một thị trấn thuộc huyện Bozüyük, tỉnh Bilecik, Thổ Nhĩ Kỳ. Dân số thời điểm năm 2011 là 2.398 người.